# Tölö IF
Tölö IF, bildad 1932, är en idrottsförening i Kungsbacka med fotboll på programmet. 
Tölö är en av de största fotbollsföreningarna i Halland.
Föreningens arena heter Hamravallen, som är belägen vid E6:ans norra avfart till Kungsbacka, och har flera gräsplaner och en grusplan.
Representationslagen spelar i division 3 mellersta Götaland Herr och division 3 Halland Dam

## Kända fotbollsspelare
- Karl-Erik "Tölö" Kristensson (Tölö IF, Örgryte IS, Tölö IF) spelade även bandy i BK Slottshov
- Rune Börjesson (Örgryte IS, Palmero FC, Juventus FC, Tölö IF)
- Helge Börjesson (Örgryte IS, Tölö IF)
- Rolf Wetterling (Tölö IF, IFK Kungsbacka, Örgryte IS, Kungsbacka BI)
- Fridolina Rolfö ( IFK Fjärås, Tölö IF, Jitex BK, Linköping FC, Bayern München, VFl Wolfsburg, Barcelona)
- Alexander Jeremejeff (Tölö IF, Örgryte IS, Qviding FIF, BK Häcken, Malmö FF, Dynamo Dresden, FC Twente)
- Niklas Löfgren (Tölö IF, Örgryte IS, Ljungskile)
- Mathias Etéus (Tölö IF, Jönköping Södra, IFK Göteborg, Utsiktens BK)
- Gustav Lundgren (Tölö IF, Onsala BK, Gais)